# World Athletics Continental Tour 2022
Il World Athletics Continental Tour 2022 è stata la terza edizione del World Athletics Continental Tour, serie di meeting internazionali di atletica leggera organizzata annualmente dalla World Athletics.
Il numero di meeting totali è aumentato considerevolmente, da 69 dell'edizione precedente a 152, grazie all'introduzione della categoria Challenger.

## I meeting

### Gold
| Nº | Meeting                                                 | Stadio                        | Sede           | Data             |
| -- | ------------------------------------------------------- | ----------------------------- | -------------- | ---------------- |
| 1  | USATF Bermuda Games                                     | National Sports Centre        | Devonshire     | 9 aprile         |
| 2  | USATF Golden Games                                      | Hilmer Lodge Stadium          | Walnut         | 16 aprile        |
| 3  | Kip Keino Classic                                       | Kasarani Stadium              | Nairobi        | 7 maggio         |
| 4  | Seiko Golden Grand Prix                                 | Stadio nazionale del Giappone | Tokyo          | 8 maggio         |
| 5  | 61st Ostrava Golden Spike                               | Stadio comunale di Ostrava    | Ostrava        | 31 maggio        |
| 6  | 4º Irena Szewińska Memorial                             | Stadio Zdzisław Krzyszkowiak  | Bydgoszcz      | 3 giugno         |
| 7  | 68° ORLEN Janusz Kusociński Memorial                    | Stadio della Slesia           | Chorzów        | 5 giugno         |
| 8  | FBK Games                                               | Fanny Blankers-Koen Stadion   | Hengelo        | 6 giugno         |
| 9  | New York Grand Prix                                     | Icahn Stadium                 | New York       | 12 giugno        |
| 10 | Paavo Nurmi Games                                       | Stadio Paavo Nurmi            | Turku          | 14 giugno        |
| 11 | Gyulai István Memorial - Hungarian Athletics Grand Prix | Bregyó Athletic Center        | Székesfehérvár | 8 agosto         |
| 12 | Memorial Borisa Hanžekovića                             | Sports Park Mladost           | Zagabria       | 9 - 11 settembre |

### Silver
| Nº | Meeting                                                 | Stadio                                   | Sede       | Data           |
| -- | ------------------------------------------------------- | ---------------------------------------- | ---------- | -------------- |
| 1  | Grand Prix international CAA de Douala                  | Stade de la Réunification de Bepanda     | Douala     | 27 marzo       |
| 2  | Brisbane Track Classic                                  | QSAC                                     | Brisbane   | 9 aprile       |
| 3  | Drake Relays                                            | Drake Stadium                            | Des Moines | 27 - 30 aprile |
| 4  | Puerto Rico International Athletics Classic             | Estadio Francisco Montaner               | Ponce      | 12 maggio      |
| 5  | USATF Distance Classic                                  | Hilmer Lodge Stadium                     | Walnut     | 19 maggio      |
| 6  | USATF Throws Fest                                       | Univ. of Arizona Roy P. Drachman Stadium | Tucson     | 21 maggio      |
| 7  | Montreuil International Meeting                         | Stade des Grands-Pêchers                 | Montreuil  | 2 giugno       |
| 8  | BoXX United Manchester World Athletics Continental Tour | Manchester Regional Arena                | Manchester | 3 giugno       |
| 9  | Music City Track Carnival Festival                      | Vanderbilt Track                         | Nashville  | 3 - 5 giugno   |
| 10 | P-T-S meeting 2022                                      | x-bionic sphere                          | Šamorín    | 8 - 9 giugno   |
| 11 | Kuortane Games                                          | Kuortaneen keskusurheilukenttä           | Kuortane   | 18 giugno      |
| 12 | Meeting Madrid                                          | Estadio Vallehermoso                     | Madrid     | 18 giugno      |
| 13 | 2022 Pre World Championships Invitational               | Foote Field                              | Edmonton   | 3 luglio       |
| 14 | Murphey Classic                                         | Billy J. Murphy Track and Field Complex  | Memphis    | 29 - 30 luglio |
| 15 | 58. Palio Città della Quercia                           | Stadio Quercia                           | Rovereto   | 30 agosto      |
| 16 | Spitzen Leichtathletik                                  | Stadion Allmend                          | Lucerna    | 30 agosto      |
| 17 | ISTAF 2022                                              | Olympiastadion                           | Berlino    | 4 settembre    |
| 18 | Galà dei Castelli                                       | Stadio Comunale                          | Bellinzona | 12 settembre   |